# District de Longgang (Shenzhen)
Pour les articles homonymes, voir Longgang.
Le district de Longgang (龙岗区 ; pinyin : Lónggǎng Qū), établi de 01/01/1993, est un des quatre districts de la ville de Shenzhen à ne pas faire partie de la zone économique spéciale de Shenzhen, parmi les huit subdivisions administratives de cette ville.
Depuis 2009, la partie centrale du district est administrée de manière séparée sous l'appellation « nouveau district de Pingshan ». Dans les faits, le district est donc constitué de deux territoires séparés l'un de l'autre.

## Histoire du district de Longgang
Longgang a été créé comme un district le 1er janvier 1993. Les archéologues ont découvert des antiquités qui dataient d'il y a sept mille ans à Xian vous ling (chinois simplifié: 咸 头 岭 traditionnelle chinoise: 鹹 頭 嶺) du district de Longgang.

## Sous-districts
- Bantian 坂田
- Buji 布吉
- Dapeng 大鹏
- Henggang 横岗
- Kengzi 坑梓
- Kuichong 葵涌
- Longcheng 龙城
- Longgang 龙岗
- Nanao 南澳
- Nanwan 南湾 (incluant Nanling et Shawan)
- Pingdi 坪地
- Pinghu 平湖
- Pingshan 坪山

## Économie
- (Siège de) Huawei.
- China South International Industrial Materials City (Shenzhen) Co., Ltd.
- En 2008, l'Européen, STMicroelectronics et Shenzhen Electronics y a construit une nouvelle usine d'assemblage[3], après celle du district de Futian.

## Plages
- Ju Diao Sha 桔钓沙
- Dong Chong 东冲
- Xi Chong 西冲